# Christiane Weirauch
Christiane Weirauch (* 3. Januar 1972 in Gaildorf) ist eine deutsche Insektenkundlerin und Hochschullehrerin, die sich vornehmlich mit Wanzen befasst.

## Leben
Weirauch wurde in der Ortschaft Gaildorf in Baden-Württemberg geboren und zeigte bereits in ihrer Kindheit ein reges Interesse an der Artenvielfalt und Entwicklung von Insekten. 1998 erhielt sie ihr Diplom mit den Schwerpunkten Biologie und Entomologie an der Eberhard Karls Universität Tübingen und wurde 2003 mit der Dissertation Ein Beitrag zum phylogenetischen System der Reduviidae (Heteroptera) zum Doktor der Philosophie an der Freien Universität Berlin promoviert. Sowohl in ihrer Diplomarbeit als auch in ihrer Doktorarbeit befasste sich Weirauch mit den Raubwanzen, der zweitgrößten Familie der Wanzen. Zwischen 2003 und 2006 war sie Postdoc am American Museum of Natural History und forschte unter der Leitung von Randall T. Schuh an Weichwanzen (Miridae). 2007 wechselte Weirauch an die Fakultät der University of California, Riverside, wo sie als Professorin am Heteroptera Systematic Lab tätig ist und sich an von der National Science Foundation finanzierten Großprojekten wie Reduviid PEET und der Tri-Trophic Database beteiligt. Ihre Forschung konzentriert sich hauptsächlich auf die Taxa Reduvioidea, Miridae und Dipsocoromorpha. Sie führte Feldforschung in mehr als 20 Ländern und allen biogeographischen Regionen, darunter in Kalifornien, Südafrika, Australien und Mexiko, durch. 
Weirauch und ihre Auszubildenden widmen sich in ihren Studien dem Vorantreiben des Verständnisses der vergleichenden Morphologie, wobei sie morphologische und molekulare Datensätze verwenden, um belastbare phylogenetische Hypothesen zu erstellen. Ferner erzeugen sie naturkundliche Datenschichten, um die Evolutionsgeschichte verschiedener Abstammungslinien innerhalb der Schnabelkerfe nachzuverfolgen.
Weirauch war an den Erstbeschreibungen von rund 400 Wanzenarten und -gattungen beteiligt. Von 2020 bis 2022 war sie Präsidentin der Willi Hennig Society. 2014 war sie Co-Autorin der Schrift An Illustrated Identification Key to Assassin Bug Subfamilies and Tribes (Hemiptera: Reduviidae). 2020 war sie Co-Autorin (mit Randall T. Schuh) beim Werk True Bugs of the World (Hemiptera: Heteroptera): Classification and Natural History. Sie ist Redakteurin bei der Fachzeitschrift Systematic Entomology.
2011 benannten Randall T. Schuh und Katrina L. Menard die Wanzenart Hypseloecus weirauchi aus der Familie der Weichwanzen zu Ehren von Christiane Weirauch.